# FBC Uppsala
Der FBC Uppsala ist ein schwedischer Sportverein aus der Stadt Uppsala.

## Geschichte
Der Verein entstand 2009 durch die Fusion des Nyby IBK, Årsta IK und Sten Sture BK.

### Division 1
2010 verpasste der FBC den Aufstieg in die höchste Spielklasse knapp, da man die schlechtere Tordifferenz hatte. 2010/11 beendete man die Saison auf dem sechsten Rang. Die folgende Saison schloss die Damenmannschaft auf dem dritten Rang ab. Die Nachwuchsmannschaft des FBC spielte kurioserweise in derselben Liga wie die erste Mannschaft. Die Saison 2012/13 wurde auf dem ersten Rang beendet. Somit nahm der Verein an den Aufstiegsspielen für die SSL teil. In den Aufstiegsspielen bezwang man Sala Silberstaden IBK, Warberg IC und Telge SIBK. Somit stand man erstmals in der Vereinsgeschichte in der Svenska Superligan.

### Aufstieg in die SSL
In der ersten Saison gelang es Uppsala die Saison auf dem 11. Schlussrang zu beenden und sich in der Liga zu halten. 2014/15 konnte sich der FBC in der Liga verbessern und verpasste die Playoffs um vier Punkte an IBK Dalen. In der dritten Saison gelang es Uppsala erstmals sich für die Playoffs zu qualifizieren, da man am Ende der regulären Saison auf dem fünften Rang stand. Im Viertelfinal scheiterte der FBC an Pixbo Wallenstam.
Nach dem Erfolg aus der Vorsaison gelang es dem FBC nicht die starken Leistungen aus der Vorsaison zu wiederholen. Nach der Qualifikation stand man auf dem neunten Rang und qualifizierte sich nicht für die Playoffs.

### Umbruch
Nach der Saison 2016/17 gab der Verein bekannt, dass man ab der Saison 2017/18 unter dem Namen IK Sirius IBK in der Svenska Superligan antreten wird. Somit gehört die Damenmannschaft ebenfalls dem in Uppsala beheimateten IK Sirius an. Die Jugendabteilung wird weiterhin unter den Namen FBC Uppsala an der nationalen Meisterschaft teilnehmen.

## Stadion
Die Mannschaften von Sirius spielen nach Möglichkeit in der IFU Arena. Sie verfügt über eine Kapazität von 2880 Plätzen.

## Statistiken

### Zuschauer
| Jahr    | Liga               | ø   |
| ------- | ------------------ | --- |
| 2014/15 | Svenska Superligan | 222 |
| 2015/16 | Svenska Superligan | 306 |
| 2016/17 | Svenska Superligan | 267 |

### Topscorer
| Jahr    | Liga               | Name                     | Sp | T  | A  | P  |
| ------- | ------------------ | ------------------------ | -- | -- | -- | -- |
| 2014/15 | Svenska Superligan | Amanda Delgado Johansson | 25 | 37 | 11 | 48 |
| 2015/16 | Svenska Superligan | Linette Kouru            | 26 | 14 | 16 | 30 |
| 2016/17 | Svenska Superligan | Sofie Paulsson           | 26 | 20 | 6  | 26 |